# Hôtel de ville de Colmar
L'hôtel de ville de Colmar est un monument historique situé à Colmar, dans le département français du Haut-Rhin.

## Localisation
L'édifice est situé au 48, rue des Clefs à Colmar.

## Historique
Le site était occupé depuis la fin du XVIe siècle par la Cour de l'abbaye cistercienne de Pairis. Les anciens bâtiments furent démolis en 1778, afin d'y construire l'édifice actuel.
Cet édifice accueille l'administration départementale en 1790, la préfecture du Haut-Rhin en 1800 puis, depuis 1866, la mairie.
La façade principale fait l'objet d'une inscription au titre des monuments historiques depuis le 18 juin 1929.

## Architecture
Il s'agit d'un bâtiment néo-classique, construit par l'abbaye de Pairis, et comprenant deux étages, surmontés d'une toiture à comble brisé.
Au rez-de-chaussée, la porte d'entrée est flanquée de deux fenêtres et bordée de chaînes de pierres taillées. L'avant-corps est surmonté d'un fronton triangulaire, dans le tympan duquel figurent les armes de la Ville.
Au premier étage se trouve un petit balcon en fer forgé, limité par les deux pilastres médiaux.